# Mazé
Mazé là một xã trong vùng hành chính Pays de la Loire, thuộc tỉnh Maine-et-Loire, quận Angers, tổng Beaufort-en-Vallée. Tọa độ địa lý của xã là 47° 27' vĩ độ bắc, 00° 16' kinh độ đông. Mazé nằm trên độ cao trung bình là 29 mét trên mực nước biển, có điểm thấp nhất là 18 mét và điểm cao nhất là 53 mét. Xã có diện tích 33,33 km², dân số vào thời điểm 1999 là 3875 người; mật độ dân số là 116 người/km².

## Thông tin nhân khẩu
| 1962  | 1968  | 1975  | 1982  | 1990  | 1999  |
| ----- | ----- | ----- | ----- | ----- | ----- |
| 2 418 | 2 512 | 2 555 | 3 192 | 3 714 | 3 875 |

## Địa điểm tham quan
- Lâu đài Montgeoffroy